# Guatteria pittieri
Guatteria pittieri är en kirimojaväxtart som beskrevs av Robert Elias Fries. Guatteria pittieri ingår i släktet Guatteria och familjen kirimojaväxter. Inga underarter finns listade i Catalogue of Life.